# LK II
Leichter Kampfwagen II ili skraćeno LK II je njemački laki tenk u Prvom svjetskom ratu s istom osnovom kao i LK I, samo što je dodana rotirajuća kupola. Kao i LK I nije nikada ušao u serijsku proizvodnju zbog završetka rata iako je planirana proizvodnja oko 580 primjeraka.

## Razvoj
LK II je trebao dobiti top od 57 mm. Naravno, tako veliki top nije mogao smjestiti u malu kupolu, već je odabrano da se ugradi u oklopno tijelo. Uz to je zadržana i inačica sa strojnicom u kupoli. Kako bi se povećala pokretljivost, odlučeno je da se originalne gusjenice širine 14 cm zamijene znatno širim od 25 cm. S pojačanim oklopom i gusjenicama od 25 cm masa novog tenka bez posade bila je 6,35 tona, što je bilo na rubu snage ugrađenog benzinskog motora.
Njemački je glavni stožer od obavještajne službe 26. travnja 1918. dobio prva veća saznanja o brojnosti i mogućnostima tenka Renault FT-17, koja su se temeljila na iskazu zarobljenog francuskog vojnika. Odmah je postalo jasno da njemačka vojska ozbiljno kasni u razvoju tenkova. Do tada se A7V već dokazao kao potpuni promašaj, a razvoj njegova nasljednika ozbiljno je kasnio. Odjednom je masovna proizvodnja lakih tenkova naoružanih topovima postala vrlo primamljiva, gotovo spasonosna. Usprkos tome njemačka je vojska imala i kronični nedostatak vučnih vozila za topništvo, pa je uvjetovala da se novi laki tenk mora prilagoditi i za njihovu vuču. Za tu namjenu odabrana je inačica naoružana strojnicom.
Prvi prototip LK II tenka dovršen je krajem lipnja 1918. u inačici naoružanoj topom od 57 mm, a 23. istog mjeseca glavni je stožer odobrio početak serijske proizvodnje. Namjera je bila da LK II naoružani topovima "pokrpaju rupu" nastalu nedostatkom teških tenkova. Zbog toga je 17. srpnja 1918. ministarstvo obrane odobrilo kupnju prve serije od 580 LK II. Do 30. lipnja 1919. trebalo je isporučiti 2000 primjeraka, a do kraja prosinca iste godine još 2000. Međutim, namjera je bila dobra, ali njezino ostvarenje baš i nije. Inačica s topom označena je kao LK-Wagen, a sa strojnicom kao LK-Protze.
Naime, prva testiranja s topom od 57 mm obavljena su 29. kolovoza 1918. i pokazala su da su masa i trzaj oružja prejaki za konstrukciju tenka. Jedno rješenje bilo je ojačati tijelo. Ali to bi dovelo do dodatnog povećanja mase i daljnjeg odgađanja početka serijske proizvodnje. Drugo rješenje je bilo ugradnja topa manjeg kalibra. Tako je 30. rujna 1918. odlučeno da se LK-Wagen naoružaju topovima kalibra 37 mm. Kako bi se donekle otklonio nedostatak kupole top je dobio mogućnost djelovanja od - 30 stupnjeva. Na bočnim vratima ugrađen je otvor za smještaj strojnice kalibra 7,9 mm. Da bi se dodatno olakšalo brzo napuštanje vozila pod paljbom, na stražnji dio su dodana velika treća vrata.
Završna ili bolje rečeno serijska inačica dobila je tročlanu posadu (zapovjednik, ciljatelj/punitelj i vozač). Dva dodatna spremnika za gorivo, ukupne zapremine 170 (neki izvori navode 150) litara, smještena su u prostor iza vozača, točno ispod topa. Kako bi se dodatno zaštitili, dobili su zasebni oklop od osam milimetara. Iako neki izvori navode da je planirana ugradnja benzinskih motora snage 40 i 50 KS, većina navodi podatak o motoru snage 60 KS. Snaga se prenosila preko mjenjača s četiri brzine. Maksimalna brzina bila je između 14 i 16 km/h. Iako se u podacima navodi autonomija od 65 do 70 kilometara, ona je ponajviše ovisila o konfiguraciji terena i umijeću vozača da ne preoptereti slabašni motor. Zbog potrebe povećanja oklopne zaštite, oklop na prednjem dijelu vozila povećan je s osam na 14 milimetara, a masa je povećana na 8890 kg. Oklop na bočnom dijelu i dalje je bio samo osam milimetara. Debljina podnice bile je samo tri milimetra. Procijenjena cijena LK II 1918. godine bila je između 65 i 70 tisuća maraka.

## Operativna uporaba
Prvi serijski LK II (u inačici LK-Wagen) dovršen je 10. listopada 1918. I danas se vode rasprave koliko je točno LK II dovršeno prije okončanja I. svjetskog rata. Svi su ugovori za proizvodnju otkazani u studenom 1918., a okupacijske su snage sustavno ili uništavale ili odvozile sve njemačko oružje. Jedan izvještaj njemačkog ministarstva obrane od 30. rujna 1919. navodi da je za potrebe Grenzschutz Ost (graničnih snaga na Istoku) naručeno 90 lakih tenkova na gusjenicama, 58 oklopnih vozila na kotačima i 30 oklopnih kamiona nosivosti četiri tone. Dostupni izvori ne navode jesu li ti tenkovi i isporučeni te da li su borbeno djelovali protiv novonastale Crvene armije. Većina stručnih izvora navodi da je početkom 1920. Mađarska, za svoju novoformiranu vojsku, kupila jedan LK II (LK-Protze), pa ubrzo potom još jedan radi testiranja. Do kraja 1920. godine mađarska je vojska uspjela kupiti dvanaest jeftinih primjeraka iz zaliha njemačke vojske. Svih 14 LK II dodijeljeni su školi za obuku policije, gdje su ostali skriveni sve do 1928. godine. Početkom tridesetih godina prošlog stoljeća samo je sedam mađarskih LK II još uvijek bilo operativno. Međutim, u knjizi "Strana oklopna vozila u Mađarskoj od 1921. do 1441." autori su Biro Adam, Eder Miklos i Sarhidai Gyula - navode se nešto drukčiji podaci. Tvrdi se da je Mađarska kupila LK II od tvrtke Steffens & Heymann, Berlin-Charlottenburg, koji su prvobitno ponuđeni Švedskoj. Šveđani su odustali od ove ponude jer su dobili bolju od tvrtke Uge Gmbh. Tenkovi nisu dovršeni sve do početka tridesetih godina prošlog stoljeća, a i tada je isporučeno šest ili najviše sedam primjeraka. Autori tvrde da su zaista razmješteni u policijsku akademiju, gdje su djelovali zajedno s talijanskim lakim tenkovima Fiat 3000B.
Švedska je 1921. kupila najmanje jedan LK II (LK-Protze), također za potrebe testiranja. Neki izvori tvrde da su zapravo kupili 10 tenkova i za njih platili 100 000 švedskih kruna. U Švedsku su prebačeni brodom kao kotlovi i dijelovi za poljoprivredne strojeve. Na njihovoj su osnovi za švedsku vojsku razvijeni tenkovi označeni kao Stridsvagn m/21 (Strv m/21). Dobili su kupolu sa strojnicom kalibra 6,5 mm i pojačani oklop, zbog čega je masa povećana na 9,7 tona. Tijekom 1929. tenkovi Strv m/21 prerađeni su u Stridsvagn m/21-29 (Strv m/21-29), naoružani ili jednim topom kalibra 37 mm ili s dvije strojnice. Ugrađen je novi, jači benzinski motor, Scania Vabis 1554 s 85 KS. Usprkos znatno jačem motoru maksimalna se brzina povećala, zbog povećanja mase, za samo dva kilometra na sat. Strv m/21-29 ostali su u operativnoj uporabi sve do 1938. godine. Ubrzo potom, kako bi se izbjegle odredbe Versajskog ugovora, kojima im je branjen razvoj novih oružja, njemački je kapital kupio udio u švedskoj tvornici Landsverk, te dovelo Josepha Vollmera za glavnog konstruktora. Rezultat je bio prvi švedski tenk Strv m/31 (L-10).

### Zajednički poslužitelj
|  | Zajednički poslužitelj ima još gradiva o temi Leichter Kampfwagen II |